# Elecciones generales de Costa Rica de 2026
Las elecciones generales de Costa Rica de 2026 se celebrarán el domingo 1 de febrero de 2026, conforme a lo establecido en la vigente Constitución Política de Costa Rica de 1949. En ellas se elegirá al presidente, a dos vicepresidentes y a los 57 diputados que integran la Asamblea Legislativa. Estas elecciones representarán los decimonovenos comicios de este tipo realizados en el país desde la entrada en vigor de la Constitución de 1949.

## Sistema electoral

### Presidencia
Según lo establecido en el Título X de la Constitución Política de Costa Rica de 1949, en el país se celebrará, cada cuatro años, una elección popular el primer domingo de febrero. En dicha elección se elegirá una fórmula compuesta por la presidencia y dos vicepresidencias, las cuales serán elegidas de manera simultánea mediante una mayoría de votos válidos superior al cuarenta por ciento. En caso de que ninguna fórmula alcance dicha mayoría, se realizará una segunda vuelta el primer domingo de abril del mismo año, en la que competirán las dos fórmulas que hayan obtenido la mayor cantidad de votos, quedando electas las personas candidatas de la fórmula que logre el mayor número de sufragios.
Para ejercer la presidencia de la República, se requiere que la persona deberá ser costarricense por nacimiento y ciudadana en ejercicio, pertenecer al estado seglar, y tener al menos 30 años de edad. Las personas interesadas deben buscar la nominación de alguno de los partidos políticos, que generalmente se concede mediante procesos internos, como la designación por la asamblea superior del partido o, en algunos casos, a través de una convención partidaria. Dichas convenciones pueden ser de carácter abierto o cerrado, y en ellas las personas afiliadas votan por una lista compuesta por dos o más candidaturas que aspiren a representar al partido en la elección presidencial. Posteriormente, la persona candidata electa designará a una nómina de candidaturas a la vicepresidencia y, en determinadas circunstancias, también podrá seleccionar un número determinado de candidaturas a diputaciones, las cuales, en ocasiones, deberán ser ratificadas por la asamblea del partido.
La Constitución Política prohíbe a la presidencia de la República en ejercicio reelegirse en su cargo de manera consecutiva. En consecuencia, Rodrigo Chaves Robles, actual mandatario, no es elegible para un nuevo período. Además, se dispone que las personas ministras de gobierno y directoras o gerentes de las instituciones autónomas deben renunciar al cargo doce meses antes de la elección si desean postularse para la presidencia o vicepresidencias de la República.

### Asamblea Legislativa
La Asamblea Legislativa es elegida por representación proporcional por listas cerradas en cada una de las siete provincias del país con el reparto Hare. Los escaños están asignados a cada provincia en proporción a su población.

## Partidos habilitados
Para poder participar, los partidos han de inscribirse completamente antes del 31 de enero de 2025, esto es, tener culminadas todas sus asambleas y no tener impugnaciones pendientes.La siguiente tabla muestra a todos los partidos políticos a escala nacional habilitados para competir en las elecciones:
Para esta elección se inscribieron cinco agrupaciones de tendencia chavista o rodriguista, es decir, afines al presidente Rodrigo Chaves. Algo inusual en la política costarricense pues normalmente no suele haber más de un partido político por figura o tendencia política. Otro partido que llamó la atención fue «Avanza» por estar presuntamente ligado al presidente salvadoreño Nayib Bukele a quien muchos costarricenses consideran un personaje autoritario, por cuanto la prima del mismo, Joanna Bukele Handal, está entre sus dirigentes, aunque personeros del partido han negado cualquier vínculo.
| Partido | Partido                        | Partido | Partido                         |
| ------- | ------------------------------ | ------- | ------------------------------- |
|         | Accesibilidad sin Exclusión    |         | Acción Ciudadana                |
|         | Agenda Democrática Nacional    |         | Alianza Costa Rica Primero      |
|         | Aquí Costa Rica Manda          |         | Avanza                          |
|         | Centro Democrático y Social    |         | Costa Rica Justa                |
|         | De La Clase Trabajadora        |         | Encuentro Nacional              |
|         | Esperanza y Libertad           |         | Esperanza Nacional              |
|         | Frente Amplio                  |         | Integración Nacional            |
|         | Justicia Social Costarricense  |         | Liberación Nacional             |
|         | Liberal Progresista            |         | Movimiento Libertario           |
|         | Movimiento Tiempo de Valientes |         | Nuestro Pueblo                  |
|         | Nueva Generación               |         | Nueva República                 |
|         | Progreso Social Democrático    |         | Pueblo Soberano                 |
|         | Republicano Social Cristiano   |         | Unidad Social Cristiana         |
|         | Unidos Podemos                 |         | Unión Costarricense Democrática |
|         | Unión Liberal                  |         |                                 |

## Candidaturas a la presidencia
Por orden alfabético según partido:
- ±: Cargo público no oficial

| Partido | Partido                                                                                     | Candidatura | Nombre                                                                   | Cargos públicos previos | Candidaturas a vicepresidentes                               | Lema                   | Ref.                        |
| ------- | ------------------------------------------------------------------------------------------- | ----------- | ------------------------------------------------------------------------ | --- | ------------------------------------------------------------ | ---------------------- | --------------------------- |
|         | Agenda Ciudadana (coalición de los partidos Acción Ciudadana y Agenda Democrática Nacional) |             | Claudia Vanessa Dobles Camargo Arquitecta (44 años)                      | - Primera Dama de la República (2018-2022).± | Por definir                                                  |                        | [ 13 ]                      |
|         | Alianza Costa Rica Primero                                                                  |             | Yolanda Fernández Ochoa Relacionista Pública (60 años)                   | - Ninguno | Por definir                                                  |                        | [ 14 ]                      |
|         | Aquí Costa Rica Manda                                                                       |             | Ronny Castillo González Administrador de Empresas (42 años)              | - Ninguno | Por definir                                                  |                        | [ 15 ]                      |
|         | Avanza                                                                                      |             | José Miguel Aguilar Berrocal Psicólogo (46 años)                         | - Ninguno | Por definir                                                  |                        | [ 16 ]                      |
|         | Esperanza Nacional                                                                          |             | Claudio Alberto Alpízar Otoya Politólogo (62 años)                       | - Ninguno | Por definir                                                  |                        | [ 17 ]                      |
|         | Frente Amplio                                                                               |             | Andrés Ariel Robles Barrantes Docente (34 años)                          | - Diputado por la provincia de San José (2022-presente). - Regidor del Cantón de Pérez Zeledón (2020-2022).                                                  | Por definir                                                  |                        | [ 18 ] [ 19 ]               |
|         | Liberación Nacional                                                                         |             | Álvaro Roberto Ramos Chaves Economista (41 años)                         | - Presidente Ejecutivo de la Caja Costarricense de Seguro Social (2022). - Superintendente de Pensiones (2015-2020). - Viceministro de Hacienda (2012-2014). | Por definir                                                  |                        | [ 20 ]                      |
|         | Nueva Generación                                                                            |             | Fernando Dionisio Zamora Castellanos Abogado (57 años)                   | - Ninguno | - Lisbeth Quesada Tristán - Yeudy Sulem Araya Herrera        | Nueva Costa Rica       | [ 21 ]                      |
|         | Nueva República                                                                             |             | Gerardo Fabricio Alvarado Muñoz Periodista (51 años)                     | - Diputado por la provincia de San José (2022-presente) y (2014-2018).                                                                                       | Por definir                                                  |                        | [ 22 ]                      |
|         | Pueblo Soberano                                                                             |             | Laura Virginia Fernández Delgado Politóloga (39 años)                    | - Ministra de la Presidencia (2024-2025). - Ministra de Planificación Nacional y Política Económica (2022-2025).                                             | - Francisco Ernesto Gamboa Soto - Douglas Soto Campos        |                        | [ 23 ] [ 24 ] [ 25 ] [ 26 ] |
|         | Progreso Social Demócratico                                                                 |             | Luz Mary Alpízar Loaiza Ingeniera Química (57 años)                      | - Diputada por la provincia de San José (2022-presente). | Por definir                                                  |                        | [ 27 ]                      |
|         | Republicano Social Cristiano                                                                |             | Jorge Antonio Acuña Prado Administrdador (41 años)                       | - Alcalde de Barva (2020-2028). | Por definir                                                  |                        | [ 28 ]                      |
|         | Unidad Social Cristiana                                                                     |             | Juan Carlos Hidalgo Bogantes Internacionalista (45 años)                 | - Ninguno | Por definir                                                  | La fuerza de la unidad | [ 29 ]                      |
|         | Unidos Podemos                                                                              |             | Natalia Díaz Quintana Administradora de empresas y mercadóloga (40 años) | - Ministra de la Presidencia (2022-2024). - Diputada por la provincia de San José (2014-2018).                                                               | - Jorge Ernesto Ocampo Sánchez - Luis Diego Vargas Rodríguez | El siguiente paso      | [ 22 ] [ 30 ]               |

|  | 0 % |

|  | 0 % |

|  | 0 % |

|  | 0 % |

|  | 0 % |

|  | 0 % |

|  | 0 % |

|  | 0 % |

|  | 0 % |

|  | 0 % |

|  | 0 % |

|  | 0 % |

|  | 0 % |

|  | 0 % |

|  | 0 % |

|  | 0 % |

|  | 0 % |

|  | 0 % |

|  | 0 % |

|  | 0 % |

|  | 0 % |

|  | 0 % |

|  | 0 % |

|  | 0 % |

|  | 0 % |

## Precampaña, convenciones y asambleas
Hasta el momento esto es lo que se conoce sobre los próximos procesos de elecciones internas en las dos principales agrupaciones políticas del país para optar a la Presidencia de la República:

### Oficialismo
En las filas afines a la presidencia de Rodrigo Chaves, tras el rompimiento de éste con el Partido Progreso Social Democrático que lo llevó a la presidencia, los diputados aun leales a Chaves liderados por Pilar Cisneros Gallo iniciaron la búsqueda de una formación de cara a las elecciones de 2026. 
En julio de 2025 se anunció que cinco formaciones «rodriguistas» (como se autodenominan) o «chavistas» (como suele llamárseles, a veces peyorativamente) formarían una coalición «de facto», es decir, sin inscribirse oficialmente ante el TSE, en la cual cinco partidos: Pueblo Soberano, Creemos, Esperanza y Libertad, Tiempo de Valientes y Renacer Democrático, apoyarían la papeleta unida del oficialismo con Pueblo Soberano como receptor de las candidaturas. Pocos días después Esperanza y Libertad anunció su retiro del pacto. Poco después se retiró Renacer Democrático.

### Partido Liberación Nacional
Artículo principal: Convención Nacional Liberacionista de 2025
El Partido Liberación Nacional efectuó su Convención Nacional el 6 de abril de 2025, eligiendo como candidato para la presidencia al expresidente de la Caja Costarricense del Seguro Social, Álvaro Ramos. En este proceso participaron también el economista Marvin Taylor, y las diputaciones del período 2022-2026 Gilbert Jiménez y Carolina Delgado.

### Partido Unidad Social Cristiana
A falta de otros competidores, PUSC confirmó el pasado 14 de febrero de 2025 que Juan Carlos Hidalgo será su candidato presidencial para las elecciones. Hidalgo fue el único precandidato en inscribirse dentro del período establecido, asegurando su postulación sin necesidad de una contienda interna, después de la retirada de su principal contendiente el diputado Leslye Bojorges tras su iniciarse una investigación en su contra por el Organismo de Investigación Judicial.

### Unidos Podemos
La agrupación confirmó como candidata presidencial a su líder y fundadora, la exministra de la Presidencia Natalia Díaz, durante la Asamblea Nacional celebrada el 29 de junio de 2025. En esa misma instancia se ratificaron las candidaturas a las vicepresidencias, recayendo en Jorge Ocampo, expresidente del IFAM en el actual Gobierno, y en el diputado independiente Luis Diego Vargas, quien se desvinculó del Partido Liberal Progresista.

### Frente Amplio
En un principio, la agrupación contempló una contienda entre los diputados del periodo 2022-2026: Sofía Guillén, Jonathan Acuña y Ariel Robles, siendo este último el único en oficializar sus aspiraciones el pasado 18 de junio de 2025. El 3 de agosto de 2025 la agrupación celebró  una convención interna para la selección de los principales puestos de la candidaturas a diputados en las 7 provincias destacando los primeros lugares en San José y Alajuela para los exdiputados José María Villalta y Edgardo Araya. Se está a la espera de la asamblea partidaria que ratifique la candidatura de Robles.   

### Otras agrupaciones
La siguiente lista incluye posibles candidatos y candidatas de otras agrupaciones políticas, quienes aún no han descartado por completo la posibilidad de postularse a la Presidencia.
| Partido                     | Partido | Nombre                              | Nacimiento                                       | Experiencia | Provincia de residencia | Ref.   |
| --------------------------- | ------- | ----------------------------------- | ------------------------------------------------ | --- | ----------------------- | ------ |
| Partido Liberal Progresista |         | Eliécer Feinzaig Mintz (Economista) | 23 de marzo de 1965 (60 años) Catedral, San José | - Diputado por la provincia de San José (2022-presente). - Candidato a la Presidencia de la República en el 2022. - Viceministro de Obras Públicas y Transportes (2001-2002). | San José                | [ 22 ] |

#### Candidaturas retiradas
| Nombre                                     | Nacimiento                                         | Experiencia | Provincia de residencia | Ref.                                                                                   |
| ------------------------------------------ | -------------------------------------------------- | --- | ----------------------- | -------------------------------------------------------------------------------------- |
| Mauricio Batalla Otárola (Ingeniero civil) | 14 de octubre de 1972 (52 años) Catedral, San José | - Ministro de Obras Públicas y Transportes (2024-2025). - Director Ejecutivo del Consejo Nacional de Vialidad (2022-2024). | San José                | Se retira tras hacerse público su expediente judicial por acusaciones de abuso sexual. |

## Encuestas
| Encuestadora | Fecha              |              |                     |                |                |           |           | Otros | NS/NR | Ninguno |      |      |      |       |       |
| Encuestadora | Fecha              | Alvarado PNR | Díaz PUP            | Dobles PAC/ADN | Fernández PPSO | Ramos PLN | Robles FA | Otros | NS/NR | Ninguno |      |      |      |       |       |
| ------------ | ------------------ | ------------ | ------------------- | -------------- | -------------- | --------- | --------- | ----- | ----- | ------- | ---- | ---- | ---- | ----- | ----- |
| Encuestadora | Fecha              |              |                     |                |                |           |           | Otros | NS/NR | Ninguno |      |      |      |       |       |
| Encuestadora | Fecha              | Opol         | 5 de agosto de 2025 | 7.2%           | 4.9%           | 3.4%      | 24.0%     | Otros | NS/NR | Ninguno | 7.1% | 3.2% | 7.0% | 14.7% | 28.5% |
| Opol         | 8 de julio de 2025 | 10.3%        | 5.9%                | 3.8%           | 13.1%          | 7.6%      | 2.9%      | 11.7% | 9.3%  | 35.4%   |      |      |      |       |       |

### Previo a la Convención de Liberación Nacional
| Encuestadora | Fecha                 |              |               |               |          |                |               |              |                |           | Otros | NS/NR | Ninguno |
| Encuestadora | Fecha                 | Alvarado PNR | Amador Ind.   | Batalla Ind.  | Díaz PUP | Dobles PAC/ADN | Esquivel Ind. | Feinzaig PLP | Fernández Ind. | Ramos PLN | Otros | NS/NR | Ninguno |
| Encuestadora | Fecha                 |              | Independiente | Independiente |          |                | Independiente |              | Independiente  |           | Otros | NS/NR | Ninguno |
| ------------ | --------------------- | ------------ | ------------- | ------------- | -------- | -------------- | ------------- | ------------ | -------------- | --------- | ----- | ----- | ------- |
| Encuestadora | Fecha                 |              |               |               |          |                |               |              |                |           | Otros | NS/NR | Ninguno |
| Opol         | 5 de marzo de 2025    | 9.2%         | 2.8%          | 11.4%         | 1.9%     | 2.1%           | -             | 1.6%         | 12.3%          | 3.8%      | 9.0%  | 12.8% | 33.1%   |
| Opol         | 10 de febrero de 2025 | 9.3%         | 5.7%          | 7.3%          | 1.5%     | 3.9%           | -             | 2.7%         | 9.4%           | 3.4%      | 12.3% | 9.9%  | 34.6%   |
| CID Gallup   | 11 de enero de 2025   | -            | 7.0%          | 5.0%          | 5.0%     | -              | 4.0%          | -            | 3.0%           | 5.0%      | 5.0%  | -     | 66.0%   |

## Elecciones legislativas
A finales de julio justo al margen de la fecha mínima otorgada por la Constitución para renunciar que permite ser candidato en las elecciones, siete miembros del gabinete de Rodrigo Chaves interpusieron la renuncia con la intención de ser candidatos a diputados, incluyendo al exvicepresidente Stephan Brunner, Marta Esquivel (Planificación y Política Económica), Ángela Mata (Vivienda), Cindy Quesada (Condición de la Mujer), Esmeralda Britton (Junta de Protección Social) y Juan Manuel Quesada (Acueductos y Alcantarillados).
El controversial abogado penalista Juan Diego Castro, excandidato presidencial, anunció su candidatura como diputado por el partido provincial de su creación Compatriotas.
Paralelamente, han resonado las intenciones de los líderes históricos del partido, José María Villalta y Edgardo Araya —ambos exdiputados—, de regresar a ocupar una curul: Villalta por San José, por tercera ocasión, y Araya por Alajuela, por segunda vez. 
|  | 0 % |

|  | 0 % |

|  | 0 % |

|  | 0 % |

|  | 0 % |

|  | 0 % |

|  | 0 % |

|  | 0 % |

|  | 0 % |

|  | 0 % |

|  | 0 % |

|  | 0 % |

|  | 0 % |

|  | 0 % |

|  | 0 % |

|  | 0 % |

|  | 0 % |

|  | 0 % |

|  | 0 % |

|  | 0 % |

|  | 0 % |

|  | 0 % |

|  | 0 % |

|  | 0 % |

|  | 0 % |

|  | 0 % |

|  | 0 % |

|  | 0 % |

|  | 0 % |

|  | 0 % |

|  | 0 % |

|  | 0 % |

|  | 0 % |

|  | 0 % |

|  | 0 % |

|  | 0 % |

|  | 0 % |

|  | 0 % |

|  | 0 % |